# Governatori romani dell'Illirico

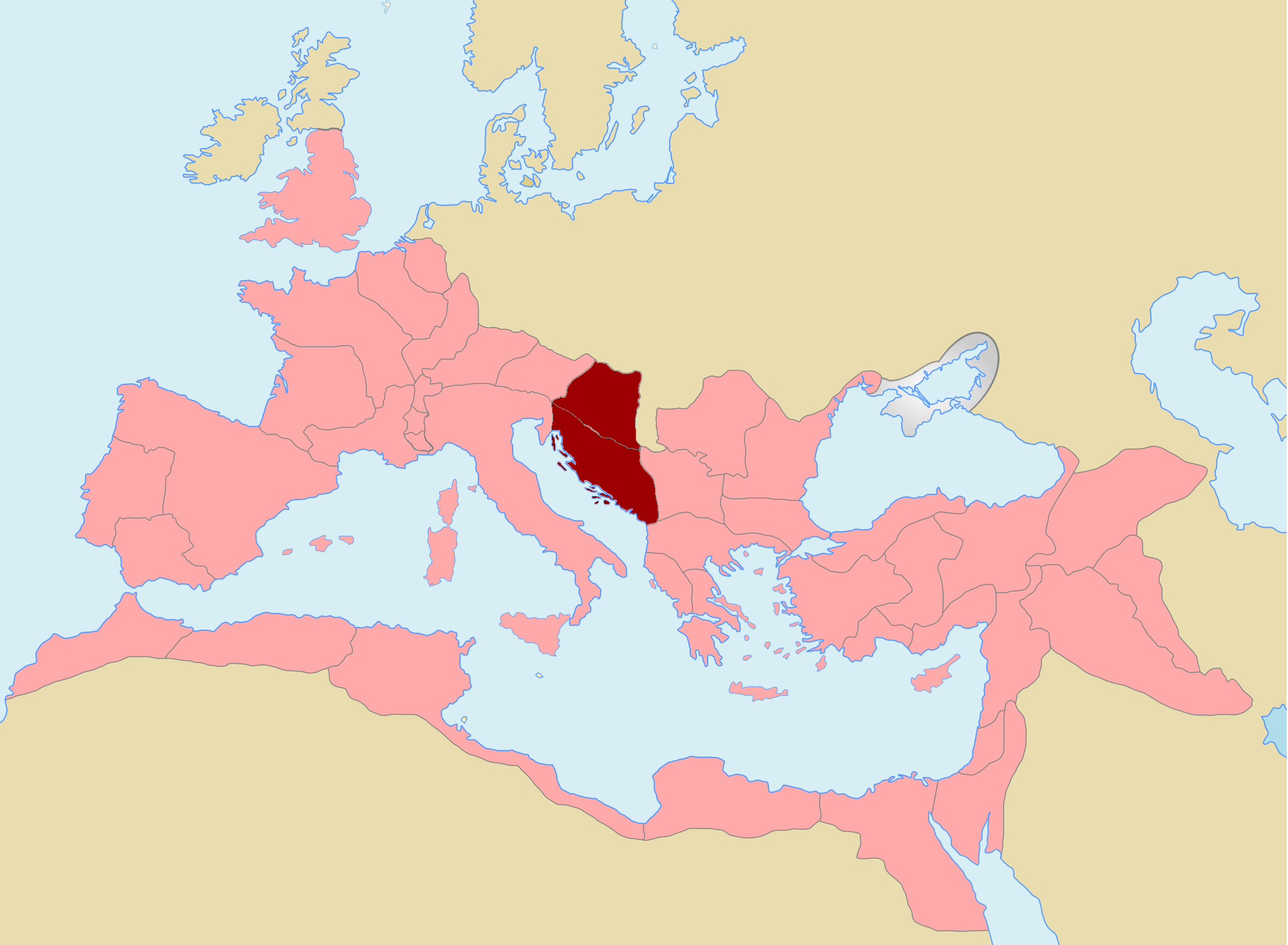
La provincia dellIllyricum all'interno dell'Impero romano

Questa è la lista dei governatori romani conosciuti della provincia dell'Illirico, localizzata nei moderni stati di Ungheria, Serbia, Croazia, Slovenia e Bosnia. Dopo la rivolta dalmato-pannonica del 6-9, la provincia venne divisa in Illirico inferiore o Pannonia e Illirico superiore o Dalmazia.

## Le province illiriche
La nuova provincia dell'Illyricum, esisteva già secondo Ronald Syme almeno dal 16 a.C., o comunque dalle campagne militari di Ottaviano in Illirico (35-33 a.C.), e dal proconsolato di Gaio Giulio Cesare del 58-49 a.C..
Fu solo dopo la rivolta pannonica del 6-9, che l'Illirico fu diviso in superior ed inferior. Molto probabilmente ciò avvenne agli inizi del principato di Tiberio (tra il 14 ed il 20).
Essa era governata da un proconsole (es. Silio Nerva) almeno fino al 15 a.C. e poi dal 14 a.C. da un legatus Augusti pro praetore (Marco Vinicio).
| EVOLUZIONE DELL'ILLYRICUM                            | EVOLUZIONE DELL'ILLYRICUM                | EVOLUZIONE DELL'ILLYRICUM                | EVOLUZIONE DELL'ILLYRICUM                | EVOLUZIONE DELL'ILLYRICUM                | EVOLUZIONE DELL'ILLYRICUM                | EVOLUZIONE DELL'ILLYRICUM                |
| ---------------------------------------------------- | ---------------------------------------- | ---------------------------------------- | ---------------------------------------- | ---------------------------------------- | ---------------------------------------- | ---------------------------------------- |
| prima della conquista romana                         | Illiria (Illiri e Dalmati)               | Illiria (Illiri e Dalmati)               | Pannonia (Pannoni)                       | Pannonia (Pannoni)                       | Pannonia (Pannoni)                       | Pannonia (Pannoni)                       |
| dal 167/155 a.C.                                     | Illyricum                                | Illyricum                                | Pannonia                                 | Pannonia                                 | Pannonia                                 | Pannonia                                 |
| tra il 35/33 a.C. e il 16 a.C.                       | Illyricum                                | Illyricum                                | Illyricum                                | Illyricum                                | Illyricum                                | Illyricum                                |
| dal 8-9 d.C.                                         | Illyricum Superior (distretto militare?) | Illyricum Superior (distretto militare?) | Illyricum Inferior (distretto militare?) | Illyricum Inferior (distretto militare?) | Illyricum Inferior (distretto militare?) | Illyricum Inferior (distretto militare?) |
| dal 14-20 d.C. (creazione delle due province romane) | Dalmatia                                 | Dalmatia                                 | Pannonia                                 | Pannonia                                 | Pannonia                                 | Pannonia                                 |

## Lista di governatori
| Lista dei Governatori romani dell'Illyricum | Lista dei Governatori romani dell'Illyricum                | Lista dei Governatori romani dell'Illyricum                | Lista dei Governatori romani dell'Illyricum                | Lista dei Governatori romani dell'Illyricum                |
| ------------------------------------------- | ---------------------------------------------------------- | ---------------------------------------------------------- | ---------------------------------------------------------- | ---------------------------------------------------------- |
| Anno                                        | Illyricum                                                  | Illyricum                                                  | Illyricum                                                  | Illyricum                                                  |
| 118 a.C.                                    | Lucio Cecilio Metello Dalmatico (proconsul)                | Lucio Cecilio Metello Dalmatico (proconsul)                | Lucio Cecilio Metello Dalmatico (proconsul)                | Lucio Cecilio Metello Dalmatico (proconsul)                |
| 78-76 a.C.                                  | Gaio Cosconio (proconsul)                                  | Gaio Cosconio (proconsul)                                  | Gaio Cosconio (proconsul)                                  | Gaio Cosconio (proconsul)                                  |
| 58 a.C.-49 a.C.                             | Gaio Giulio Cesare (proconsul)                             | Gaio Giulio Cesare (proconsul)                             | Gaio Giulio Cesare (proconsul)                             | Gaio Giulio Cesare (proconsul)                             |
| 49 a.C. (?)                                 | Gaio Antonio (?) (propraetor?)                             | Gaio Antonio (?) (propraetor?)                             | Gaio Antonio (?) (propraetor?)                             | Gaio Antonio (?) (propraetor?)                             |
| 48-46 a.C.                                  | Quinto Cornifico (questor pro praetore)                    | Quinto Cornifico (questor pro praetore)                    | Quinto Cornifico (questor pro praetore)                    | Quinto Cornifico (questor pro praetore)                    |
| 46-45 a.C.                                  | Publio Sulpicio Rufo. (propraetor?)                        | Publio Sulpicio Rufo. (propraetor?)                        | Publio Sulpicio Rufo. (propraetor?)                        | Publio Sulpicio Rufo. (propraetor?)                        |
| 45 a.C.-44 a.C.                             | Publio Vatinio (proconsul)                                 | Publio Vatinio (proconsul)                                 | Publio Vatinio (proconsul)                                 | Publio Vatinio (proconsul)                                 |
| 35 a.C./33 a.C. (?)                         | Ottaviano Imperator Caesar Divi Filius (proconsul?)        | Ottaviano Imperator Caesar Divi Filius (proconsul?)        | Ottaviano Imperator Caesar Divi Filius (proconsul?)        | Ottaviano Imperator Caesar Divi Filius (proconsul?)        |
| 17 a.C./16 a.C.                             | Publio Silio Nerva (proconsul)                             | Publio Silio Nerva (proconsul)                             | Publio Silio Nerva (proconsul)                             | Publio Silio Nerva (proconsul)                             |
| 14 a.C./12 a.C. (?)                         | Marco Vinicio (?) (forse l'ultimo proconsul)               | Marco Vinicio (?) (forse l'ultimo proconsul)               | Marco Vinicio (?) (forse l'ultimo proconsul)               | Marco Vinicio (?) (forse l'ultimo proconsul)               |
| 13 a.C.                                     | Marco Vipsanio Agrippa (proconsul)                         | Marco Vipsanio Agrippa (proconsul)                         | Marco Vipsanio Agrippa (proconsul)                         | Marco Vipsanio Agrippa (proconsul)                         |
| 12 a.C./11 a.C.                             | Tiberio Claudio Nerone (primo legatus Augusti pro praetore | Tiberio Claudio Nerone (primo legatus Augusti pro praetore | Tiberio Claudio Nerone (primo legatus Augusti pro praetore | Tiberio Claudio Nerone (primo legatus Augusti pro praetore |
| 10 a.C./9 a.C. (?)                          | Marco Vinicio (?)                                          | Marco Vinicio (?)                                          | Marco Vinicio (?)                                          | Marco Vinicio (?)                                          |
| 8 a.C./7 a.C.                               | Sesto Appuleio                                             | Sesto Appuleio                                             | Sesto Appuleio                                             | Sesto Appuleio                                             |
| 6 a.C./3 a.C.-1 a.C. (?)                    | Lucio Domizio Enobarbo                                     | Lucio Domizio Enobarbo                                     | Lucio Domizio Enobarbo                                     | Lucio Domizio Enobarbo                                     |
| 3 a.C./1 d.C. (?)                           | Marco Vinicio (?)                                          | Marco Vinicio (?)                                          | Marco Vinicio (?)                                          | Marco Vinicio (?)                                          |
| 1-4                                         | Gneo Cornelio Lentulo l'Augure (?)                         | Gneo Cornelio Lentulo l'Augure (?)                         | Gneo Cornelio Lentulo l'Augure (?)                         | Gneo Cornelio Lentulo l'Augure (?)                         |
| 6                                           | Marco Valerio Messalla Messallino                          | Marco Valerio Messalla Messallino                          | Marco Valerio Messalla Messallino                          | Marco Valerio Messalla Messallino                          |
| 8                                           | Marco Plauzio Silvano                                      | Marco Plauzio Silvano                                      | Marco Plauzio Silvano                                      | Marco Plauzio Silvano                                      |
| dall'8/9?                                   | Governatori romani della Dalmazia                          | Governatori romani della Dalmazia                          | Governatori romani della Pannonia                          | Governatori romani della Pannonia                          |